# کارلو برگونسی
کارلو برگونسی (انگلیسی: Carlo Bergonzi؛ ۱۳ ژوئیهٔ ۱۹۲۴ – ۲۵ ژوئیهٔ ۲۰۱۴) یک خواننده اپرا اهل ایتالیا بود. وی بین سال‌های ۱۹۴۸ تا ۲۰۰۰ میلادی فعالیت می‌کرد.
این خواننده تنور در طول بیش از چهار دهه فعالیت خود با اجرای آثار اپرایی جوزپه وردی، آهنگساز قرن نوزدهم ایتالیا نقش مهمی در اشاعه آثار او داشت و بسیاری از آثار او با صدای برگونسی ضبط و منتشر شده‌است.

## زندگی‌نامه
برگونسی که یکی از سرشناس‌ترین خوانندگان تنور زمان خود بود، کار خود را به عنوان یک خواننده باریتون آغاز کرد، اما خیلی زود دریافت که صدایش بیشتر برای اجرای آثار تنور مناسب است. برگونسی در جریان جنگ جهانی دوم اسیر جنگی نازی‌ها شد و مدت سه سال را در اردوگاه اسرای آلمانی‌ها به سر برد.
او پس از آزادی کار خود را به عنوان خواننده در گروه کر یک کلیسا ادامه داد. در سال ۱۹۵۰ برگونسی با Adele Aimi ازدواج نمود که حاصل این ازدواج دو پسر است. برگونسی کار صحنه‌ای خود را در سال ۱۹۵۳ در سالن اپرای اسکالا در میلان آغاز کرد.
اما با توجه به دشواری نقش برای سن او در میانه اجرا کناره گیری کرد و یکی از شاگردانش کار را ادامه داد. از آن دوران کوتاه اثری ضبط شده در دست نیست.
او در دهه هفتم زندگی خود همچنان یکی از بهترین خوانندگان زمان خودش بود و در ۷۵ سالگی برای اجرای نقشی در اپرای اوتللو، ساخته وردی در کارنگی هال نیویورک به روی صحنه رفت.
برگونسی خود نخستین کسی بود که با بالا رفتن سنش دریافت شرایط جسمانی و صدایش دیگر مناسب اجراهای سنگین صحنه‌ای نیست از اوایل دهه ۱۹۸۰ فعالیتش را کاهش داد. او پس از بازنشستگی از فعالیت‌های صحنه‌ای، به تدریس پرداخت و در کنار آن علاوه بر اداره یک مسابقه خوانندگی آثار وردی، هتلداری می‌کرد.
او هیچگاه سعی نکرد که صدای خود را از محدوده آوایی طبیعی‌اش فراتر ببرد؛ عاملی که از دلایل طولانی بودن دوران حرفه‌ای‍اش بود.
کارلو برگونسی، در روز جمعه ۲۵ ژوئیه ۲۰۱۴ سن نود سالگی درگذشت.

## آثار
از کارهای مشهور دیگر او می‌توان به اجراهای او در آثار اپرایی "لا بوهم"، "مادام باترفلای" (اثر جاکومو پوچینی)و "لوچیا دی لامرمور" اشاره کرد.